# Lebiedinyj
Lebiedinyj – osiedle typu miejskiego w Rosji, w Jakucji. W 2010 roku liczyło 1058 mieszkańców.